# Unter den Linden (Berlins tunnelbana)
Unter den Linden är en tunnelbanestation i stadsdelen Mitte, Berlin. Stationen ligger under boulevarden Unter den Linden och Friedrichstrasse. Det är en bytesstation mellan linje U5 och U6. Stationen öppnade 4 december 2020 för allmänheten. Med öppningen av stationen blev förlängningen av U5 klar mellan Hauptbahnhof och Alexanderplatz och sträckan mellan Brandenburger Tor station och Alexanderplatz började trafikeras. 2009-2020 gick korta linje U55 endast mellan Hauptbahnhof och Brandenburger Tor. Stationen Französische Strasse, som låg endast 200 meter söder om nya stationen Unter den Linden på linje U6, stängdes på grund av det korta avståndet och ersattes av den nya stationen.

## Bilder

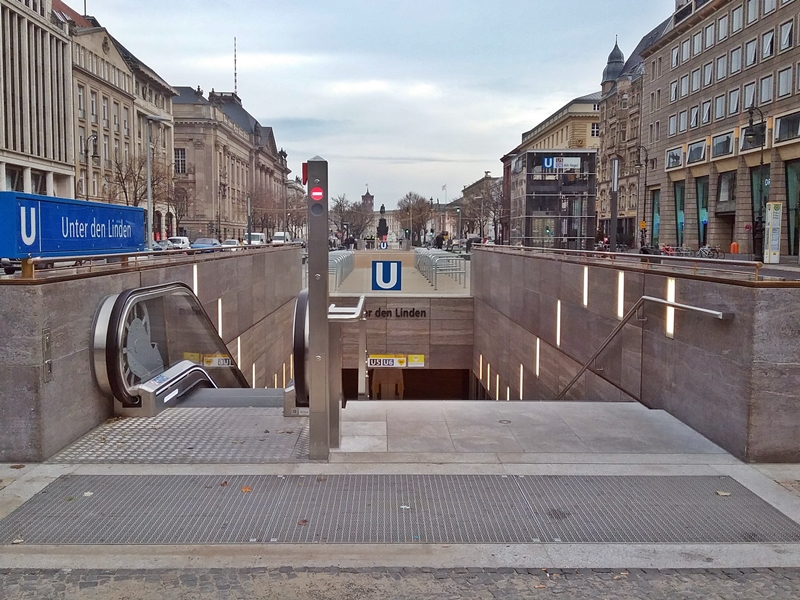
Entré vid Unter den Linden
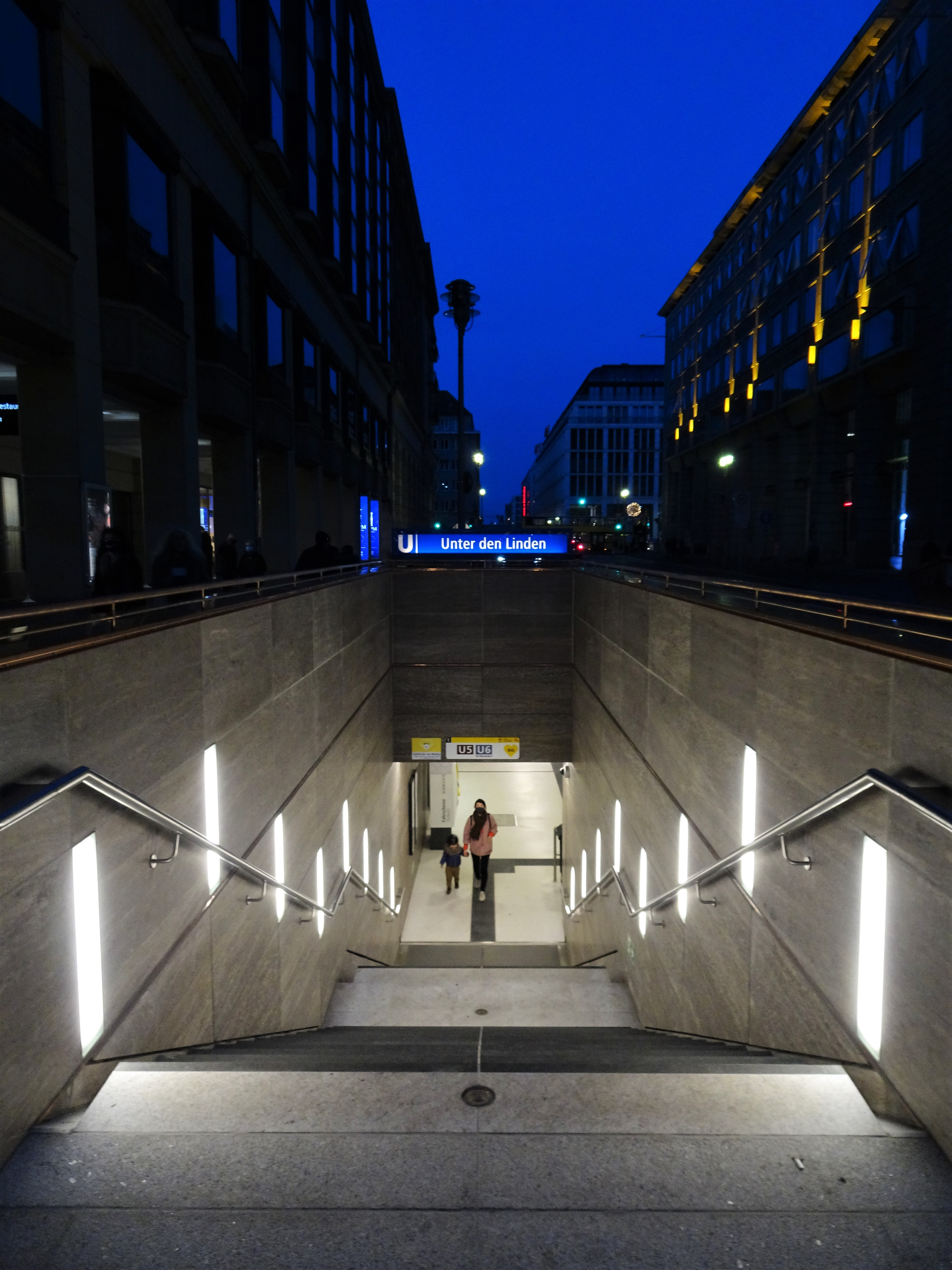
Ingång från Friedrichstrasse
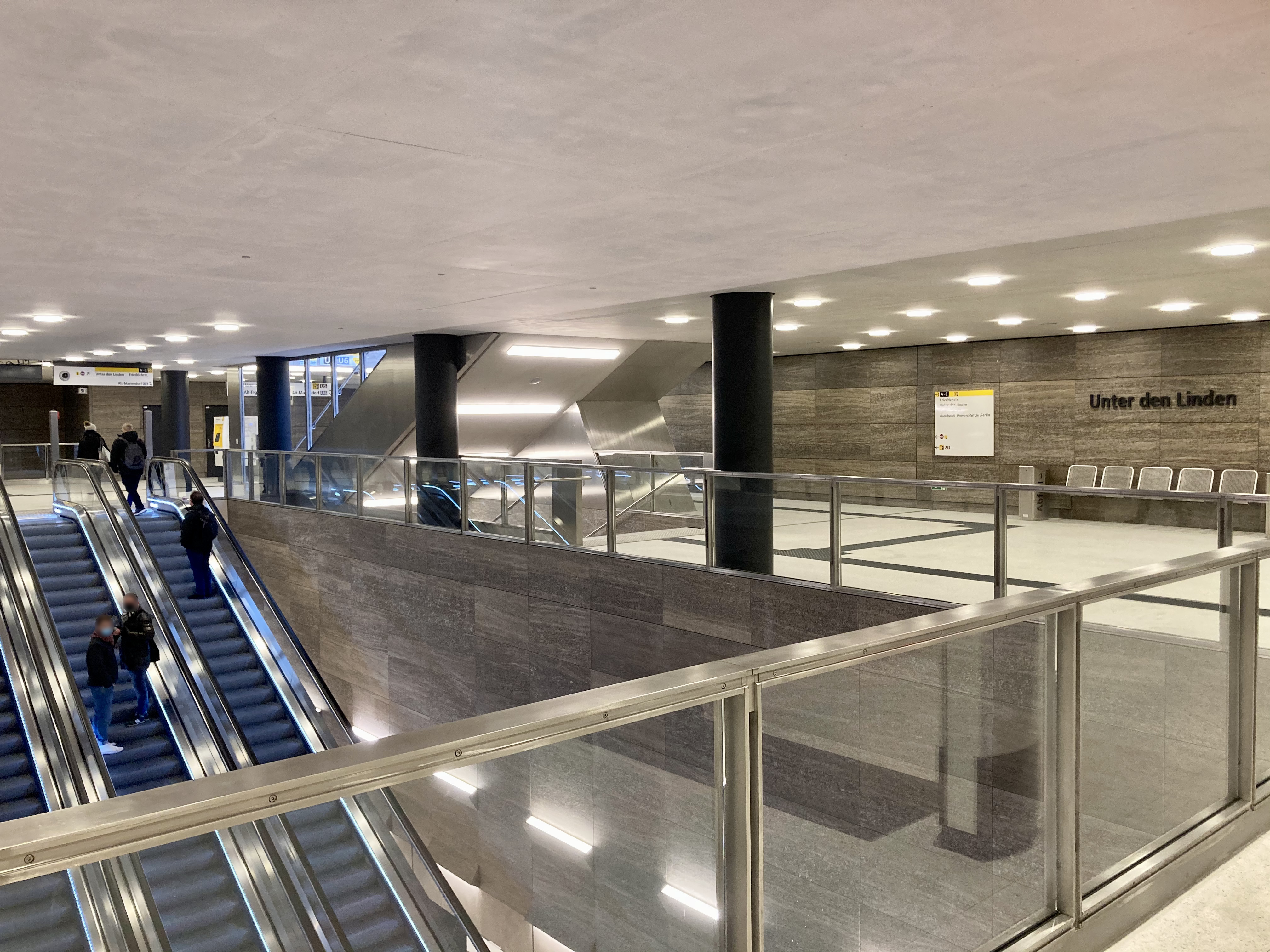
Entréhall
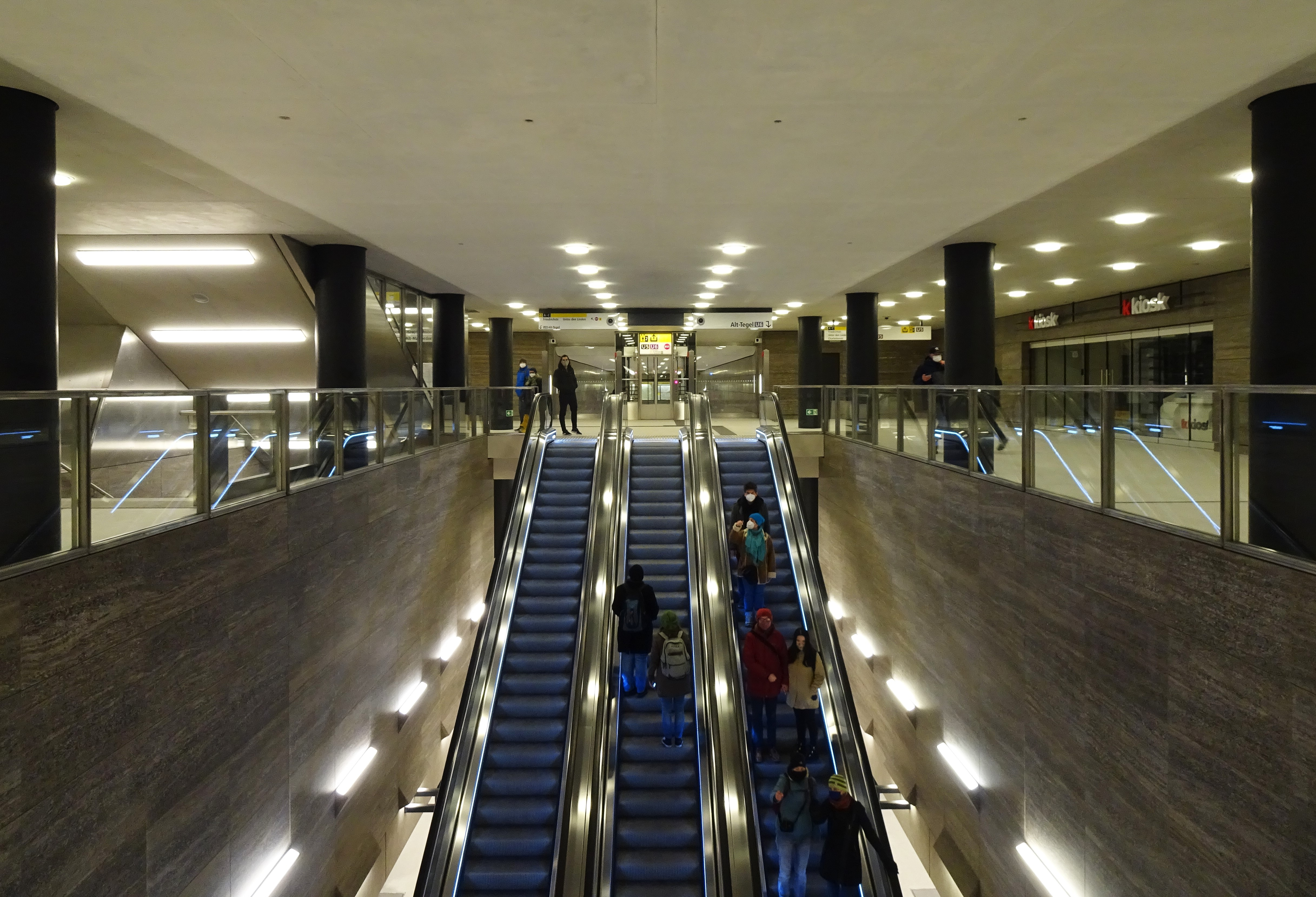
Rulltrappor till plattformen på U5
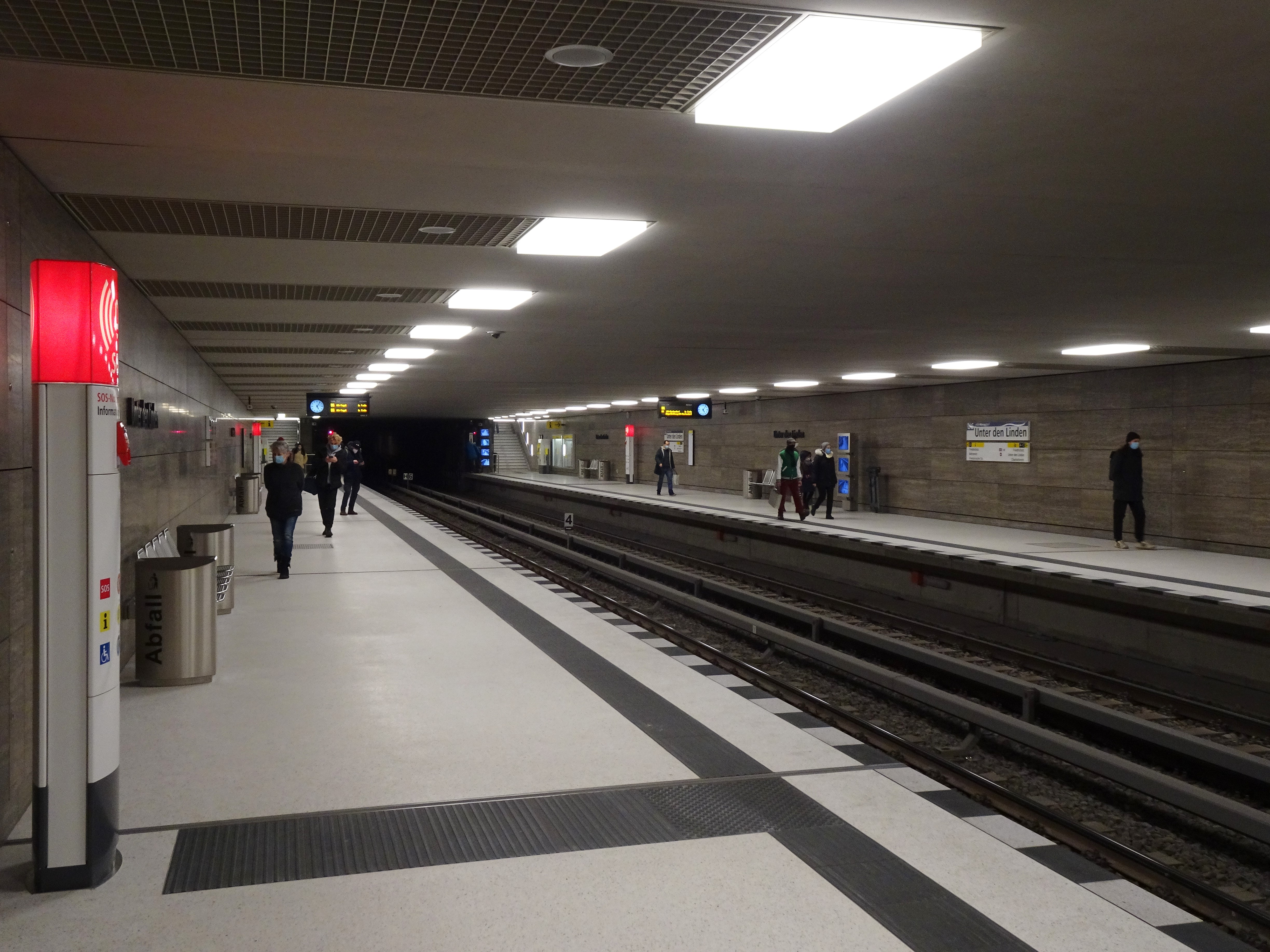
Plattformar på U6
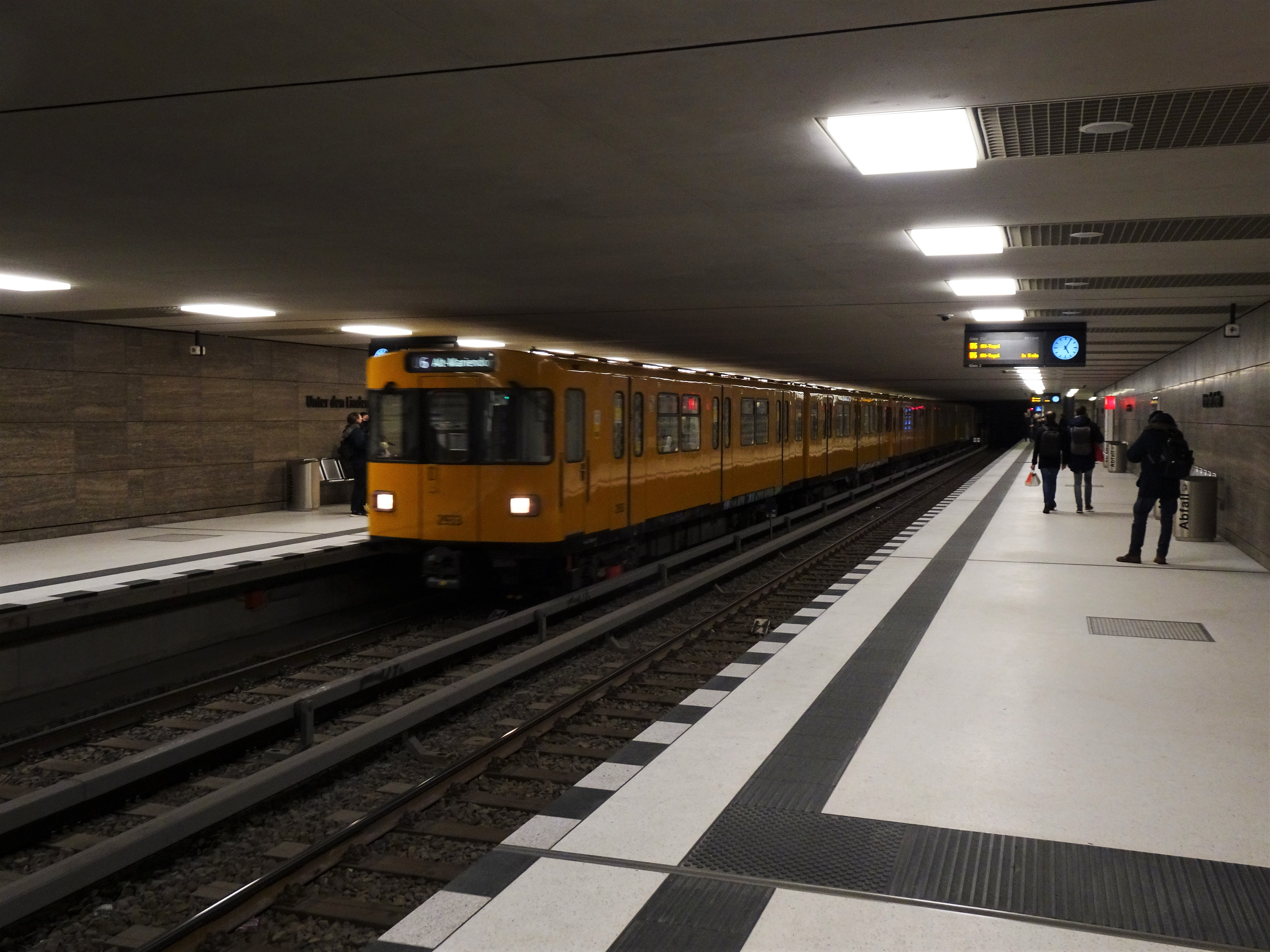
U6
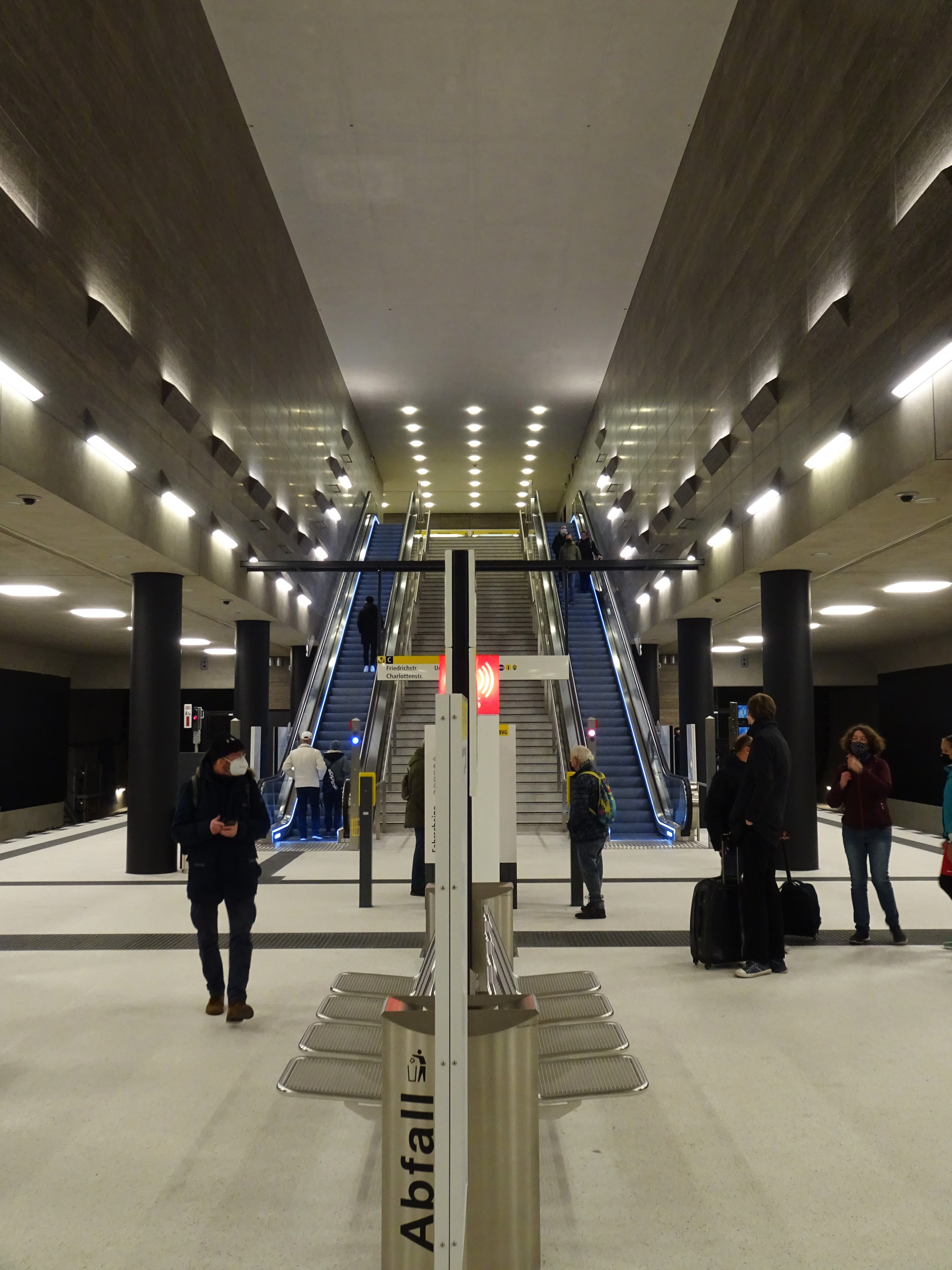
Plattformen på U5
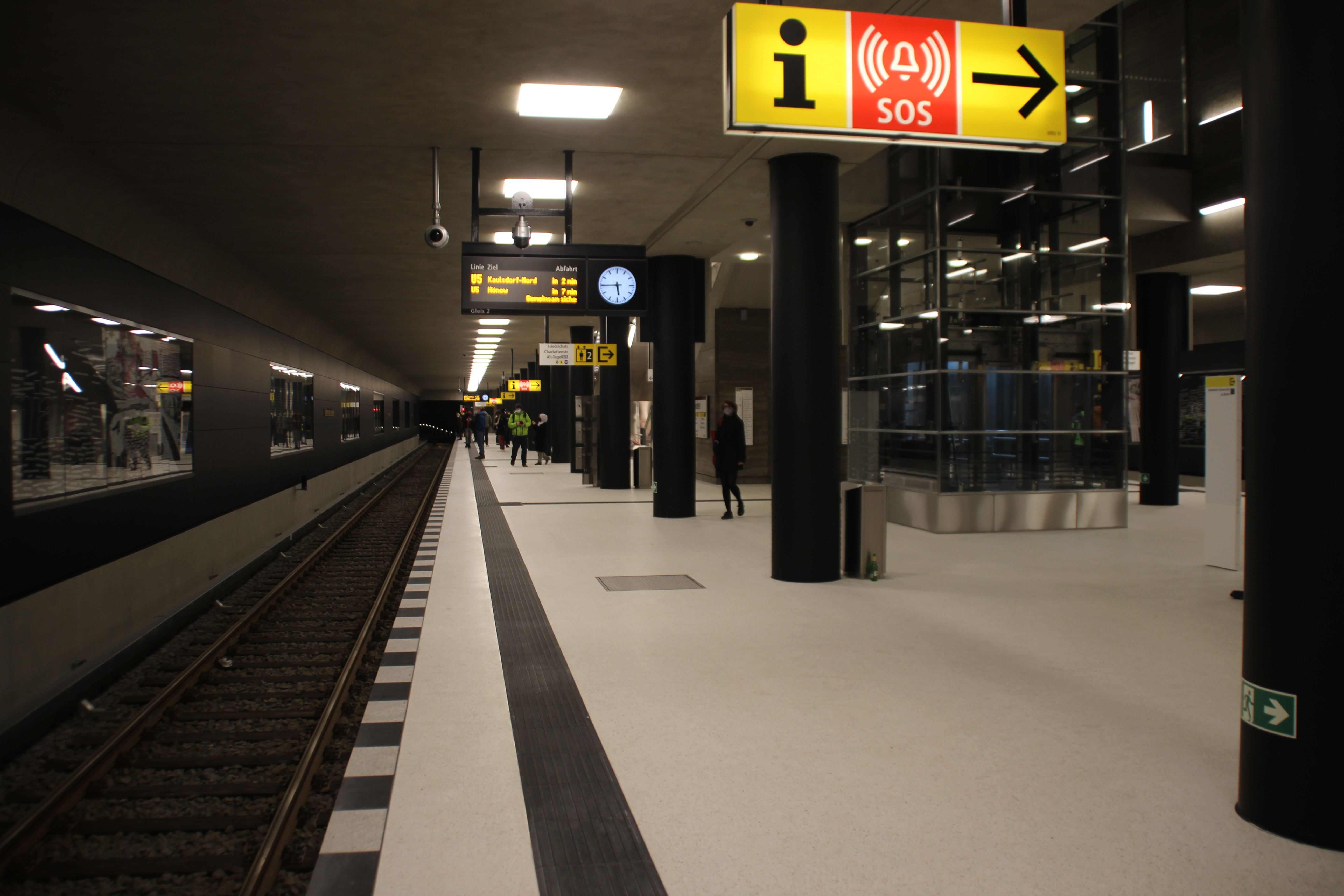
U5